# Adrien Morillas
Adrien Morillas (n. Auvernia, 30 de mayo de 1958) es un expiloto de motociclismo de velocidad francés, que compitió regularmente en el Campeonato Mundial de Motociclismo desde 1988 hasta 1996.

## Biografía
Adrien Morillas comienza compitiendo en 1976 con el Campeonato de Francia Inter de motocross y ya en 1983, participando en las carreras de su región. Posteriormente comienza en el circuito en Proosport 750 cc y en 1986 se erige en campeón de Francia de 500 cc y subcampeón de 500 cc de promoports. En 1987, Adrien consigue tres victorias en el Campeonato de Francia de producción y termina 4.º de la clasificación final. Al año siguiente, forma parte de debutantes en la temporada inicial del Campeonato Mundial Superbike y donde consigue una victoria en la segunda manga de la carrera en Hungaroring. También comienza a explorar el terreno del motociclismo de resistencia con una buena actuación con un tercer lugar en las 8 Horas de Suzuka.
En 1989, participa en el Campeonato de Francia 250 cc (donde se proclama campeón en la categoría de 250cc) y prueba su suerte en algunos Grandes Premios de la categoría de 250 y 500cc del Mundial. En el medio litro, es donde obtiene los mejores resultados con un octavo puesto en el Gran Premio de Suecia y tres décimos puestos en Francia, la República Checa y Brasil lo que le permite terminar en el 19.ª de la general.
En 1991, disputa el Mundial de resistencia sobre una Suzuki donde termina tercero en la Bol d'Or. En el Mundial de motociclismo, coge el manillar de Yamaha Motor Francia, que lo lleva a la undécima posición de la general de 500cc con el equipo Sonauto. Durante esta temporada, Morillas entra 9 veces entre los diez primeros con la Yamaha YZR500. En 1992 prueba la aventura en el Mundial de Superbikes en el que acaba en la 15.ª posición de la general a bordo de una Yamaha.
En 1993, consigue el primer título en las carreras de resistencia al ganar las 24 Horas de Le Mans y consigue el 18.º lugar del Mundial de Superbikes en Kawasaki. Al año siguiente, se proclama campeón del mundo de resistencia con Kawasaki en 1994 con una segunda victoria en las 24 horas de le mans así como también en las 24 horas de Lieja. Además, consigue el título de campeón de Francia en la categoría de Superbikes y finalizará 19.º en el Mundial de Superbikes. Al año siguiente, se centra completamente en el Mundial de Superbikes con una Ducati pero sin gran. En el Mundial de resistencia, hará un podio en las 24 de le Mans y segundo en la Bol d'Or. En su último año como profesional, participa en el Campeonato de Francia 600 Supersport donde pelea por el título con Stéphane Chambon hasta que en la última prueba, Morillas cae nal última curva y pierde el título. Terminará segundo de las 24 h de Le mans en resistencia y 4.º en la Bol d'Or.
Hoy Adrien Morillas es el jefe del MRS, la Morillas Racing School, que tiene como objetivo ayudar a los pilotos a tener éxito en la competición. La Escuela Morillas Racing quiere ser un trampolín para jóvenes pilotos detectados por Adrien. Jeremy Guarnoni, piloto del equipo MRS y campeón del campeonato de Europa 600 Superstock de 2010 en el manillar de la Yamaha YZF-R6.

## Palmarés
1989
- Campeonato de Francia de velocidad de 500cc

1993
- 24h de Le Mans

1994
- 24h de Le Mans
- Campeón del Mundial de resistencia

## Resultados

### Campeonato del Mundo de Motociclismo
Sistema de puntuación desde 1988 hasta 1991:
| Posición | 1.º | 2.º | 3.º | 4.º | 5.º | 6.º | 7.º | 8.º | 9.º | 10.º | 11.º | 12.º | 13.º | 14.º | 15.º |
| Puntos   | 20  | 17  | 15  | 13  | 11  | 10  | 9   | 8   | 7   | 6    | 5    | 4    | 3    | 2    | 1    |

#### Carreras por año
| Año  | Categoría | Moto    | 1      | 2     | 3     | 4       | 5       | 6       | 7       | 8       | 9       | 10      | 11      | 12      | 13      | 14      | 15    | Puntos | Posición |
| ---- | --------- | ------- | ------ | ----- | ----- | ------- | ------- | ------- | ------- | ------- | ------- | ------- | ------- | ------- | ------- | ------- | ----- | ------ | -------- |
| 1989 | 250cc     | Yamaha  | JAP -  | AUS - | USA - | ESP 18  | NAC DNQ | ALE 21  | AUT Ret | YUG 8   | NED Ret | BEL Ret | FRA -   | GBR 15  | SWE -   | CHE -   | BRA - | 9      | 30.º     |
| 1989 | 500cc     | Honda   | JAP -  | AUS - | USA - | ESP -   | NAC -   | ALE -   | AUT -   | YUG -   | BEL -   | FRA 10  | GBR -   | SWE 8   | CHE 10  | BRA 10  |       | 26     | 19.º     |
| 1990 | 250cc     | Aprilia | JAP -  | USA - | ESP 8 | NAC Ret | ALE Ret | AUT Ret | YUG 16  | NED Ret | BEL 11  | FRA Ret | GBR 7   | SUE Ret | CHE Ret | HUN Ret | AUS - | 22     | 20.º     |
| 1991 | 500cc     | Yamaha  | JAP 12 | AUS 9 | USA 9 | ESP 9   | ITA Ret | ALE 8   | AUT Ret | EUR 8   | NED 9   | FRA 8   | GBR Ret | RSM Ret | CHE Ret | VDM 10  | MAL 7 | 71     | 11.º     |

| Color     | Resultado                                                               |
| --------- | ----------------------------------------------------------------------- |
| Oro       | Ganador                                                                 |
| Plata     | 2.ª plaza                                                               |
| Bronce    | 3.ª plaza                                                               |
| Verde     | Finalizó en los puntos                                                  |
| Azul      | Finalizó sin puntos                                                     |
| Azul      | NC - No clasificado                                                     |
| Violeta   | Ret - No terminó (Carrera)                                              |
| Rojo      | DNQ - No se clasificó                                                   |
| Negro     | DSQ - Descalificado                                                     |
| Blanco    | DNS - No empezó (carrera)                                               |
| Blanco    | WD - Retirado (fin de semana)                                           |
| Blanco    | C - Carrera cancelada                                                   |
| Sin color | DNP - Inscrito pero no participó                                        |
| Sin color | INJ - Lesionado                                                         |
| Sin color | EX - Excluido                                                           |
| Estado    | Resultado                                                               |
| Negrita   | Pole position                                                           |
| Cursiva   | Vuelta rápida                                                           |
| †         | Abandona, pero clasifica al completar el porcentaje requerido para ello |

### Campeonato Mundial de Superbikes

#### Carreras por año
| Year | Make     | 1      | 1       | 2      | 2       | 3       | 3      | 4       | 4       | 5      | 5       | 6       | 6      | 7       | 7       | 8       | 8       | 9       | 9       | 10      | 10      | 11      | 11      | 12      | 12      | 13      | 13  | Pts. | Pos. |
| Year | Make     | R1     | R2      | R1     | R2      | R1      | R2     | R1      | R2      | R1     | R2      | R1      | R2     | R1      | R2      | R1      | R2      | R1      | R2      | R1      | R2      | R1      | R2      | R1      | R2      | R1      | R2  | Pts. | Pos. |
| ---- | -------- | ------ | ------- | ------ | ------- | ------- | ------ | ------- | ------- | ------ | ------- | ------- | ------ | ------- | ------- | ------- | ------- | ------- | ------- | ------- | ------- | ------- | ------- | ------- | ------- | ------- | --- | ---- | ---- |
| 1988 | Kawasaki | GBR    | GBR     | HUN 4  | HUN 1   | GER 19  | GER 16 | AUT 7   | AUT 5   | JPN    | JPN     | FRA Ret | FRA    | POR     | POR     | AUS     | AUS     | NZL     | NZL     |         |         |         |         |         |         |         |     | 26,5 | 16.º |
| 1992 | Kawasaki | SPA    | SPA     | GBR    | GBR     | GER     | GER    | BEL     | BEL     | SPA    | SPA     | AUT     | AUT    | ITA 6   | ITA 6   | MAL 10  | MAL 13  | JPN 14  | JPN Ret | NED 10  | NED 7   | ITA Ret | ITA     | AUS Ret | AUS Ret | NZL Ret | NZL | 45   | 15.º |
| 1993 | Kawasaki | IRL 4  | IRL 11  | GER 5  | GER 8   | SPA Ret | SPA 13 | SMR     | SMR     | AUT    | AUT     | CZE     | CZE    | SWE     | SWE     | MAL     | MAL     | JPN     | JPN     | NED     | NED     | ITA 13  | ITA Ret | GBR Ret | GBR Ret | POR     | POR | 43   | 18.º |
| 1994 | Kawasaki | GBR 17 | GBR Ret | GER 4  | GER Ret | ITA     | ITA    | SPA 12  | SPA 9   | AUT 27 | AUT     | INA 7   | INA 8  | JPN 13  | JPN 19  | NED Ret | NED Ret | SMR     | SMR     | EUR     | EUR     | AUS Ret | AUS Ret |         |         |         |     | 44   | 19.º |
| 1995 | Honda    | GER 13 | GER Ret | SMR 12 | SMR 14  | GBR 12  | GBR 9  | ITA Ret | ITA Ret | SPA 14 | SPA Ret | AUT Ret | AUT 14 | USA Ret | USA Ret | EUR Ret | EUR 12  | JPN Ret | JPN Ret | NED Ret | NED Ret | INA     | INA'    | AUS     | AUS     |         |     | 28   | 20.º |